# Naturschutzgebiet Peterbachquellgebiet (Hürtgenwald)
Das Naturschutzgebiet Peterbachquellgebiet liegt im Gemeindegebiet Hürtgenwald, südlich der B 399 und westlich von Vossenack.

## Schutzzweck
Der Schutzzweck ist die Erhaltung und Wiederherstellung der Lebensgemeinschaften und Lebensstätten der vorhandenen Moorbiotope und der typisch begleitenden Biotopen, die Erhaltung und Entwicklung des Lebensraumes von nach der Roten Liste der gefährdeten Pflanzen, Pilze und Tiere in NRW und die Erhaltung und Wiederherstellung des Fließgewässer-Ökosystems mit den Quellen des Peterbachsystems.